# Gens Varia
Die gens Varia (deutsch auch Varier) war ein römisches Geschlecht (gens) mit dem Gentilnamen Varius (lateinisch vărĭŭs). Einzelne Vertreter der gens sind gegen Ende der Römischen Republik belegt, mehrere in der Kaiserzeit. Später trat der Name auch als Cognomen auf. Er ist wahrscheinlich vom Cognomen Varus abgeleitet.
Die berühmtesten Vertreter dürften der spätere Kaiser Elagabal und der Dichter Lucius Varius Rufus sein.

## Republikanische Vertreter
- Lucius Varius Cotyla, Offizier
- Quintus Varius Hybrida, Volkstribun
- Quintus Varius Severus Hibrida, römischer Volkstribun

## Kaiserzeitliche Vertreter
- Publius Varius Valentinus, römischer Ritter (Kaiserzeit)
- Sextus Varius Marcellus, Vater Elagabals
- Varius Avitus (Elagabal), Kaiser
- Titus Varius Clemens, Offizier
- Titus Varius Priscus, Statthalter 157
- Varius Crispinus, Politiker
- Varius Ligur, Politiker
- Lucius Varius Rufus, augusteischer Dichter